# Sterechinus diadema
Sterechinus diadema is een zee-egel uit de familie Echinidae.
De wetenschappelijke naam van de soort werd in 1876 gepubliceerd door Théophile Rudolphe Studer.